# Liste der Kulturdenkmale in Mühlental
In der Liste der Kulturdenkmale in Mühlental sind die Kulturdenkmale der sächsischen Gemeinde Mühlental verzeichnet, die bis Juli 2019 vom Landesamt für Denkmalpflege Sachsen erfasst wurden (ohne archäologische Kulturdenkmale). Die Anmerkungen sind zu beachten.
Diese Aufzählung ist eine Teilmenge der Liste der Kulturdenkmale im Vogtlandkreis.

## Hermsgrün
| Bild                                    | Bezeichnung                                                 | Lage                         | Datierung                                          | Beschreibung | ID       |
| --------------------------------------- | ----------------------------------------------------------- | ---------------------------- | -------------------------------------------------- | --- | -------- |
| Direkt Bild zu diesem Denkmal hochladen | Wohnstallhaus (Umgebinde) eines Bauernhofes                 | Untere Dorfstraße 6 (Karte)  | Um 1850                                            | Eingeschossiges Gebäude mit typischen Merkmalen regionaler ländlicher Bauweise (Umgebinde, Blockstube) und mit Zierverschieferung des Giebels, baugeschichtliche und volkskundliche Bedeutung. Erdgeschoss massiv, Umgebinde verputzt, denkmalgerechte Fenstererneuerung, Satteldach. | 09237240 |
|                                         | Wohnstallhaus und Scheune eines Bauernhofes                 | Untere Dorfstraße 17 (Karte) | Anfang 19. Jahrhundert                             | Geschlossen erhaltenes Ensemble mit ortstypischer Gestalt, in straßenbildprägender Lage, baugeschichtliche Bedeutung. - Wohnstallhaus: zwei Geschosse, Erdgeschoss massiv, im rechten Teil vermutlich Block erhalten, Obergeschoss verbrettert (Fachwerk), Satteldach, Giebel verbrettert - Scheune: zwei Geschosse mit mittlerer Toreinfahrt und Blockbauweise im Erdgeschoss, Obergeschoss leicht vorkragend und verbrettert, Satteldach | 09237233 |
| Direkt Bild zu diesem Denkmal hochladen | Teil eines Wohnhauses (Umgebinde)                           | Untere Dorfstraße 27 (Karte) | Anfang 19. Jahrhundert                             | Eingeschossiges Gebäude in ortstypischen Gestaltungsformen (Blockstube, Balkendecke mit Unterzug, Umgebindekonstruktion), Bedeutung für die Volkskunde, bauhistorischer Wert. Sockel massiv (verputzt), teilweise Bruchstein, Giebel verbrettert, Blockbau erhalten und neu verbrettert, Satteldach mit Blechdeckung, denkmalgerecht Fenster erneuert.                                                                                     | 09237236 |
| Weitere Bilder                          | Wohnstallhaus und Blockscheune eines Bauernhofes            | Untere Dorfstraße 44 (Karte) | Um 1800, Umbau bezeichnet mit 1880 (Wohnstallhaus) | Ortsbildprägende und baugeschichtliche Bedeutung. Zwei Geschosse, im vorderen Teil vermutlich Blockstube, darüber Obergeschoss verbrettert/verschiefert, bezeichnet mit „1880 RA Starck“, schiefergedecktes Satteldach. | 09237235 |
| Direkt Bild zu diesem Denkmal hochladen | Ausstattung einer ehemaligen Schneidemühle, heute Sägemühle | Untere Dorfstraße 52 (Karte) | Bezeichnet mit 1927                                | Mit Lorenschienen, Denkmal der Technikgeschichte. Hersteller: Herkules Gatter/Aue (1927). | 09237234 |
| Direkt Bild zu diesem Denkmal hochladen | Wohnstallhaus eines Bauernhofes                             | Untere Dorfstraße 53 (Karte) | Anfang 19. Jahrhundert                             | Eingeschossiges Gebäude mit landschaftstypischen Gestaltungsmerkmalen (mit Blockstube), durch Hanglage landschaftsprägend, bauhistorische und volkskundliche Bedeutung. Satteldach mit rautenförmiger Schieferdeckung, freies Drempelgeschoss, Giebel verbrettert (vermutlich Fachwerk), Blockstube erhalten, Stallteil teilweise erneuert.                                                                                                | 09237245 |

## Marieney
| Bild                                    | Bezeichnung                                                                                   | Lage                                 | Datierung                                                                    | Beschreibung | ID       |
| --------------------------------------- | --------------------------------------------------------------------------------------------- | ------------------------------------ | ---------------------------------------------------------------------------- | --- | -------- |
| Direkt Bild zu diesem Denkmal hochladen | Steinkreuz                                                                                    | Haart 4 (bei) (Karte)                | 15./16. Jahrhundert                                                          | Wichtiges Denkmal der Ortsgeschichte mit volkskundlicher Bedeutung | 09237174 |
|                                         | Herrenhaus des Rittergutes                                                                    | Hauptstraße 15 (Karte)               | Im Kern 18. Jahrhundert; um 1908                                             | Putzfassade mit reich gegliedertem Fassadenaufbau, Mansarddach, monumentaler Bau in ortsbildprägender Lage mit Bedeutung für die Ortsgeschichte. Zwei Geschosse, Mittelrisalit mit verändertem Giebel, rechts störender Anbau. Innen: Terrazzo, Eingangstür mit Gittern. | 09237163 |
| Direkt Bild zu diesem Denkmal hochladen | Pechpfanne                                                                                    | Hauptstraße 15 (vor) (Karte)         | 19. Jahrhundert                                                              | Granittrog zur Gewinnung von Schwarzpech, Denkmal der Volkskunde, heimatgeschichtlich von Bedeutung. Zerbrochen, 87 cm × 85 cm × 36 cm. | 09237171 |
| Weitere Bilder                          | Zürner-Denkmal                                                                                | Hauptstraße 28 (gegenüber) (Karte)   | 1970er Jahre                                                                 | Zur Erinnerung an Adam Friedrich Zürner (1679–1742), Pfarrer und Hofgeograph Augusts des Starken, hier seine Geburtsstätte, ortsgeschichtliche Bedeutung. Am 15. August 1679 in Marieney geboren, Hofgeograph (Vermessung der Poststraßen und Setzen der Postsäulen). | 09237161 |
|                                         | Mosen-Gedenktafel                                                                             | Hauptstraße 31 (Karte)               | 1960er Jahre                                                                 | Geburtsstätte des Dichters Julius Mosen (1803–1867), ortshistorisch und personengeschichtlich von Bedeutung | 09237178 |
|                                         | Pfarrhof mit Pfarrhaus (Umgebinde), Pächterhaus und Pfarrscheune                              | Hauptstraße 35 (Karte)               | 1730, 1847 überformt (Pfarrhaus); 1756 (Pächterhaus); um 1800 (Pfarrscheune) | Geschlossen erhaltenes und selten anzutreffendes Ensemble in landschaftstypischen Bauformen, Denkmal mit regionalhistorischer und volkskundlicher Bedeutung. - Scheune: Blockbau, Obergeschoss verbrettert, riesiges Satteldach - Pächterhaus: Erdgeschoss massiv, Fachwerk-Obergeschoss, Giebel verbrettert, Satteldach - Pfarrhaus: Reste vom Umgebinde und der Blockstube, verschiefertes Fachwerk-Obergeschoss und Giebel, Stallanbau mit Granitgewände | 09237160 |
|                                         | Kirche (mit Ausstattung)                                                                      | Hauptstraße 37 (Karte)               | 1892 (Kirche); 1744 (Taufengel); Orgelprospekt aus dem Vorgängerbau 1769     | Saalkirche mit Westturm und reicher Ausstattung, neugotischer Ziegelbau; Architekt: Christian Gottfried Schramm, Dresden; baugeschichtlich, ortsgeschichtlich und ortsbildprägend von Bedeutung. 1990–1992 restauriert, Bleiglasfenster. | 09237156 |
|                                         | Denkmal für Julius Mosen und Kriegerdenkmal für die Gefallenen des 1. Weltkrieges             | Hauptstraße 37 (bei) (Karte)         | Bezeichnet mit 1903 (Denkmal); nach 1918 (Kriegerdenkmal)                    | Mosendenkmal zur Erinnerung an den Dichter Julius Mosen (1803–1867), ortsgeschichtlich von Bedeutung. - Mosendenkmal: Büste von Georg Moerlin gegossen (Granit, poliert) - Kriegerdenkmal: Inschrift „Unseren Helden“, Granit | 09237158 |
| Direkt Bild zu diesem Denkmal hochladen | Kriegerdenkmal für die Gefallenen des Deutsch-Französischen Krieges 1870/1871 und Einfriedung | Schönecker Straße 2 (neben) (Karte)  | Nach 1871                                                                    | Obelisk auf Postament mit Kugel, schmiedeeiserne Einfriedung, ortsgeschichtlich von Bedeutung. Inschrift: „Heil dem geeinten deutschen Vaterlande, Friede den Gefallenen“. | 09237150 |
| Direkt Bild zu diesem Denkmal hochladen | Pechpfanne                                                                                    | Schönecker Straße 3 (hinter) (Karte) | 19. Jahrhundert                                                              | Diente zur Gewinnung von Schwarzpech, Denkmal der Entwicklung und Bewahrung ländlicher Tradition, heimatgeschichtlich von Bedeutung. Stark verwittert (Schieferstein), 1000 cm × 76 cm × 15 cm, bis 1939 benutzt. | 09237180 |
| Direkt Bild zu diesem Denkmal hochladen | Wohnstallhaus (Umgebinde) eines Bauernhofes                                                   | Sommerseite 15 (Karte)               | Mitte 18. Jahrhundert                                                        | Eingeschossiges Gebäude in landschaftstypischen Bauformen (Umgebinde, Blockstube, schöner Fachwerkgiebel), gut erhaltenes Beispiel dieses Bautyps in weitgehender Originalsubstanz, bauhistorisch und volkskundlich bedeutsam. Sockel (verputzt), Umgebinde mit Bohlen (unverputzt), hoher Drempel, Sichtfachwerk im Giebel, Satteldach. | 09237162 |

### Streichungen von der Denkmalliste (Marieney)
| Bild                                    | Bezeichnung               | Lage                       | Datierung              | Beschreibung | ID       |
| --------------------------------------- | ------------------------- | -------------------------- | ---------------------- | --- | -------- |
| Direkt Bild zu diesem Denkmal hochladen | Wohnstallhaus (Umgebinde) | Saaliger Straße 12 (Karte) | Anfang 19. Jahrhundert | Eingeschossiges Gebäude mit landschaftstypischen Kennzeichen (Umgebindekonstruktion mit Blockstube), regionalhistorisch bedeutsamer Bau in gut erhaltenem Originalzustand, baugeschichtlich von Bedeutung; zwischen 2014 und 2016 abgerissen. Block im Vorderteil unverputzt, Umgebinde mit Drempel, Stall massiv (Bruchstein), Giebel Fachwerk, straßenseitig verbrettert, hofseitig original altdeutsche Schieferdeckung, sonst Ziegel. | 09237151 |

## Oberwürschnitz
| Bild                                    | Bezeichnung                                              | Lage                      | Datierung                         | Beschreibung | ID       |
| --------------------------------------- | -------------------------------------------------------- | ------------------------- | --------------------------------- | --- | -------- |
| Direkt Bild zu diesem Denkmal hochladen | Kriegerdenkmal für die Gefallenen des Ersten Weltkrieges | Am Teich 14 (vor) (Karte) | Nach 1918                         | Granitblock mit Inschrift, ortsgeschichtlich von Bedeutung | 09237202 |
| Direkt Bild zu diesem Denkmal hochladen | Wohnstallhaus                                            | Dorfstraße 16 (Karte)     | Im Kern um 1800, später überformt | Eingeschossiges Gebäude mit mehrfarbiger Klinkerfassade und verbrettertem Giebel, ursprünglich mit Blockstube, landschaftstypische Bauformen mit hohem landschaftsprägenden Wert, baugeschichtlich von Bedeutung. Ehemaliges Umgebinde um 1900 durch Klinkerbau ersetzt, Stallteil (Bruchsteinmauerwerk) hoher Umschrot, Wohnteil rote Klinker mit gelber Klinkergliederung, verputzter Sockel, Satteldach, Giebel verbrettert. | 09237198 |

## Saalig
| Bild                                    | Bezeichnung                             | Lage                  | Datierung           | Beschreibung | ID       |
| --------------------------------------- | --------------------------------------- | --------------------- | ------------------- | --- | -------- |
| Direkt Bild zu diesem Denkmal hochladen | Wegestein                               | Dorfstraße (Karte)    | 19. Jahrhundert     | Denkmal der Verkehrsgeschichte, Wegweiser (Schiefer) | 09237190 |
| Direkt Bild zu diesem Denkmal hochladen | Bauernhof mit Wohnstallhaus und Scheune | Dorfstraße 4 (Karte)  | 19. Jahrhundert     | Ensemble ortstypischer Bauformen mit gutem Zeugniswert, baugeschichtlich von Bedeutung. - Wohnstallhaus (ehemals Block) später massiv unterfahren, Stallteil Ziegel auf Bruchsteinsockel, Obergeschoss verbrettert (Fachwerk) - Scheune: verbrettert, Satteldach, teilweise abgebrannt, Reste der Blockbauweise | 09237195 |
| Direkt Bild zu diesem Denkmal hochladen | Wohnstallhaus (Umgebinde)               | Dorfstraße 6 (Karte)  | Bezeichnet mit 1833 | Gebäude mit regionaltypischen Kennzeichen (Umgebindekonstruktion mit Blockstube, Fachwerk-Obergeschoss mit Thüringer-Leiter-Motiv), Denkmal der Regionalgeschichte, volkskundliche und bauhistorische Bedeutung. Bruchsteinsockel, Umgebinde mit Blockstube, Lehmausfachung des Fachwerk-Obergeschoss, Granitgewände von Tür und Stallteil Ziegelmauerwerk, Umgebinde gebeilt, eventuell später durch Hofteilung Nachbargebäude verloren. | 09237193 |
| Direkt Bild zu diesem Denkmal hochladen | Wohnstallhaus                           | Dorfstraße 29 (Karte) | Um 1850             | In ortstypischer Bauweise (mit Blockstube, Obergeschoss Fachwerk), ländliches Denkmal mit gutem Zeugniswert, baugeschichtlich von Bedeutung. Fachwerk verbrettert, Lehmziegel ausgefacht, Sockel Bruchstein, eingeschossig, Giebel verbrettert, Blechdach, Frackdachform. | 09237197 |

## Tirschendorf
| Bild                                    | Bezeichnung                                              | Lage                                 | Datierung                  | Beschreibung | ID       |
| --------------------------------------- | -------------------------------------------------------- | ------------------------------------ | -------------------------- | --- | -------- |
| Direkt Bild zu diesem Denkmal hochladen | Wohnhaus und Scheune eines Bauernhofes                   | Am Spielplatz 6 (Karte)              | 2. Hälfte 19. Jahrhundert  | Markante Hofanlage in ortsbildprägender Lage, typisches Beispiel ländlicher Bau- und Arbeitsweise, volkskundlich und bauhistorisch bedeutsam. - Wohnstallhaus: reine Klinkerfassade mit gelber Klinkergliederung, zwei Geschosse, Erdgeschoss entstellende Fensterverkleidung, Obergeschoss Rundbogen - Scheune: massives Erdgeschoss (Bruchstein) mit Auffahrt verbrettert, Satteldach (Schiefer) | 09237437 |
| Direkt Bild zu diesem Denkmal hochladen | Wohnstallhaus eines Bauernhofes                          | Kastanienweg 3 (Karte)               | 19. Jahrhundert            | Eingeschossiges Gebäude mit Bruchstein-Ziegel-Mauerwerk, Blockstube wohl mit Ziegelmauerwerk ersetzt, schöner Fachwerkgiebel, Baugestalt weitreichend erhalten, Zeugnis ländlicher Bauweise, baugeschichtlich von Bedeutung. Stallteil Bruchstein mit Granitgewände, hoher Drempel, Satteldach, Scheune eingefallen.                                                                               | 09237466 |
| Direkt Bild zu diesem Denkmal hochladen | Wohnhaus                                                 | Schönecker Straße 12 (Karte)         | Um 1903                    | Historisierende Klinkerfassade, in Fassadengestalt unverändert erhaltener Bau, ortsentwicklungsgeschichtliche Bedeutung. Zwei Geschosse, Bruchsteinsockel (Schiefer), Granitstufen, Eisengeländer, Holzwindfang mit alten Fenstern, gelbe Klinker mit Putzgliederung, Obergeschoss Fensterverbretterung auf Konsolen, Walmdach, Mittelrisalit.                                                     | 09237331 |
| Direkt Bild zu diesem Denkmal hochladen | Kriegerdenkmal für die Gefallenen des Ersten Weltkrieges | Schönecker Straße 21 (neben) (Karte) | Nach 1918                  | Granitstein, ortsgeschichtlich von Bedeutung. Inschrift: „In Dankbarkeit/ Gemeinde Tirschendorf“. | 09237435 |
| Direkt Bild zu diesem Denkmal hochladen | Wohnstallhaus und Scheune eines Bauernhofes              | Sommerleithen 5 (Karte)              | Ende 18. Jahrhundert; 1815 | Eingeschossiges verputztes Wohnstallhaus mit landschaftstypischen Baumerkmalen, Scheune verbrettert, von bauhistorischer und volkskundlicher Bedeutung. Stallteil (Bruchstein, verputzt), Blockstube verputzt, Giebel verbrettert, alle Fenster erhalten. | 09237441 |

## Unterwürschnitz
| Bild                                    | Bezeichnung                                                          | Lage                              | Datierung                                                                      | Beschreibung | ID       |
| --------------------------------------- | -------------------------------------------------------------------- | --------------------------------- | ------------------------------------------------------------------------------ | --- | -------- |
| Direkt Bild zu diesem Denkmal hochladen | Wohnstallhaus                                                        | Am Anger 1 (Karte)                | 1834 Dendro                                                                    | In alter Dorfkernlage, eingeschossiges Gebäude in landschaftstypischer Bauformen (Reste eines Umgebindes, mit Blockstube), Denkmal der Ortsgeschichte. Verputzt (Block und Umgebinde erhalten), hölzerne Fensterrahmungen, giebelseitig verbrettert, hohes unverändertes Satteldach (altdeutsche Schieferdeckung).                                                                                                  | 09237494 |
| Direkt Bild zu diesem Denkmal hochladen | Denkmal für die Gefallenen des 1. Weltkrieges                        | Am Anger 1 (vor) (Karte)          | Nach 1918                                                                      | Ortsgeschichtlich von Bedeutung, behauener Stein mit Inschrift | 09237502 |
| Direkt Bild zu diesem Denkmal hochladen | Kirche (mit Ausstattung), Kirchhof mit Einfriedung                   | Hauptstraße (Karte)               | Um 1350 (Chorraum); 1744 (Altar); um 1750 (Saalbau); 1792 (Orgel); 1838 (Turm) | Im Kern romanische Chorturmkirche, baugeschichtlich, ortsgeschichtlich und ortsbildprägend von Bedeutung. Romanischer Chorturmbau im Kern erhalten, um 1350 Chorraum (Spitztonne), um 1750 Saalbau (flach gedeckt, Emporen). Ausstattung: Altar bezeichnet mit „1744 Johann Simon Zeitler“, Kanzel Zeitler Umkreis, Taufe, Orgel 1792 von Johann Gottlob Trampeli.                                                  | 09237470 |
|                                         | Steinkreuz                                                           | Hauptstraße 6 (gegenüber) (Karte) | 15./16. Jahrhundert                                                            | Kulturgeschichtliche und ortshistorische Bedeutung. Granit, Kreuzarme leicht beschädigt, eingeritztes Schwert gut sichtbar. | 09237471 |
| Direkt Bild zu diesem Denkmal hochladen | Pfarrhof mit Pfarrhaus (Nr. 9), Stallscheune und Pächterhaus (Nr. 7) | Hauptstraße 7, 9 (Karte)          | Anfang 18. Jahrhundert                                                         | Geschlossen erhaltenes Ensemble, in Größe und Lage ortsbildprägend, Denkmal der Regionalgeschichte und der Baugeschichte. - Pfarrhaus: zwei Geschosse (Putzfassade), Krüppelwalmdach (Schiefer), Granitgewände mit Oberlicht, Lehmwände im Erdgeschoss, kreuzgratgewölbter Raum, alte Türgewände im Inneren - Stallscheune: zwei Geschosse, Satteldach - Pächterhaus: Obergeschoss verbrettert, vermutlich Fachwerk | 09237485 |
| Direkt Bild zu diesem Denkmal hochladen | Schlauchturm                                                         | Hauptstraße 13 (bei) (Karte)      | Wohl 1920er Jahre                                                              | Ortsgeschichtlich von Bedeutung | 09305310 |
| Direkt Bild zu diesem Denkmal hochladen | Bauernhaus (Kartoffelhäusel)                                         | Würschnitzgasse 8 (Karte)         | Ende 18. Jahrhundert                                                           | Herausragendes Beispiel ländlicher Arbeits- und Bauweise in traditioneller Blockbauweise mit Fachwerk-Obergeschoss, Denkmal der Regionalgeschichte. Bruchsteinsockel, rechter Teil Blockbau (unverputzt, Stampflehmboden, eingestellte Trennwände), Obergeschoss Fachwerk mit Lehmstakenausfachung, Satteldach. | 09237513 |

## Wohlbach
| Bild                                    | Bezeichnung                                                                        | Lage                         | Datierung                                                           | Beschreibung | ID       |
| --------------------------------------- | ---------------------------------------------------------------------------------- | ---------------------------- | ------------------------------------------------------------------- | --- | -------- |
| Weitere Bilder                          | Marienkirche mit Ausstattung                                                       | Obere Dorfstraße (Karte)     | Um 1230, später überformt (Kirche); 1687–1688 (Altar); 1837 (Orgel) | Romanische Saalkirche mit hohem Dachreiter und ausgeschiedenem polygonalem Chor, barocke Ausstattung, baugeschichtlich, kunsthistorisch und ortsgeschichtlich von Bedeutung. Verputztes Bruchsteinmauerwerk, Barockaltar 1687/1688 von Georg Spengler und Michael Thot, Orgel: Polster 1837. | 09237256 |
| Direkt Bild zu diesem Denkmal hochladen | Vierseithof mit Wohnstallhaus, Torhaus, daran angebautes Seitengebäude und Scheune | Obere Dorfstraße 8 (Karte)   | 19. Jahrhundert                                                     | Wohnstallhaus Obergeschoss Fachwerk, Scheune verbrettert, geschlossen erhaltenes Ensemble in ortsbildprägender Lage, volkskundliche und bauhistorische Bedeutung | 09237298 |
| Direkt Bild zu diesem Denkmal hochladen | Wohnstallhaus eines Bauernhofes                                                    | Obere Dorfstraße 9 (Karte)   | 1822–1823 Dendro                                                    | Obergeschoss Fachwerk verbrettert, ländliches Wohnhaus von baugeschichtlicher Bedeutung. Zweigeschossig, rechteckiger Grundriss, Haus unterkellert. - Erdgeschoss: massiv, im Stallbereich Bruchsteinmauerwerk, Stakenbereich Ziegelmauerwerk, verputzt, im 19. Jahrhundert massiv unterfahren - Obergeschoss: regelmäßiges engstieliges Fachwerk verschalt, Satteldach, eine Dachhälfte noch Holzschindeldeckung erhalten, Haustür Ende 19. Jahrhundert, Fachwerk-Obergeschoss verschalt, die Bretterenden verziert, die Fenster mit Holzeinrahmung, im Obergeschoss Raumteilung erhalten, die Hälfte des Obergeschosses ist Bodenraum, zwischen Obergeschoss und Dachgeschoss Holzstiege mit Einschubbrettern, liegender Dachstuhl, Kehlbalkendach - Innen: Erdgeschoss mit sehr gut erhaltener Rußküche mit von unten begehbarer Esse, daneben kleines tonnengewölbtes Speisegewölbe, Stube mit Holzeinschubdecke und kleinem eisernem Ofen sowie Halterung für ehemalige Wäschetrockenstange, zwischen Erdgeschoss und Obergeschoss einläufige, gewendelte Holztreppe mit originalem Geländer, 18. Jahrhundert | 09237154 |
| Direkt Bild zu diesem Denkmal hochladen | Wohnstallhaus                                                                      | Obere Dorfstraße 12 (Karte)  | Anfang 19. Jahrhundert                                              | Eingeschossiges verbrettertes Gebäude mit hohem Satteldach, Rest der dörflichen Straßenbebauung im alten Ortskern, ortstypische ländliche Bauweise vergangener Zeiten, baugeschichtlich von Bedeutung | 09237261 |
|                                         | Wohnstallhaus                                                                      | Obere Dorfstraße 16 (Karte)  | Mitte 19. Jahrhundert                                               | In straßenbildprägender Ortslage, in Kubatur und Substanz erhalten, mit verbretterter Blockstube, Obergeschoss Fachwerk verbrettert, volkskundliche Bedeutung mit baugeschichtlichem Zeugniswert. Zwei Geschosse, Ziegel-Bruchstein-Sockel, Giebel hofseitig vollständig verbrettert, alle Fenster erhalten, Blechdeckung, Stallteil massiv. | 09237317 |
|                                         | Pfarrhof mit Pfarrhaus (Umgebinde), Scheune und Seitengebäude                      | Obere Dorfstraße 17 (Karte)  | 1747, bezeichnet mit 1887 (Pfarrhaus)                               | Fachwerkbauten, geschlossene Anlage mit ortstypischen Baumerkmalen, schönes Eingangsportal. - Pfarrhaus: zwei Geschosse, Erdgeschoss links Blockstube mit Umgebinde, Balkendecke auf Unterzug, teilweise massive Rückseite, Granittürgewände, Obergeschoss Fachwerk, giebelseitig verschiefert, Dachgaupe - Scheune: Fachwerk verbrettert und Blockbau, eingeschossig, Satteldach - Stall: teilweise Block, rechts und links massiv | 09237250 |
|                                         | Wohnstallhaus (Umgebinde)                                                          | Obere Dorfstraße 20 (Karte)  | Mitte 19. Jahrhundert                                               | In straßenbildprägender Lage, Kubatur und Bausubstanz erhalten, ortstypische Baumerkmale (vollständig verbrettertes Fachwerk-Obergeschoss, Umgebinde, Blockstube, hölzerner Windfang), volkskundliche Bedeutung mit baugeschichtlichem Zeugniswert. Zwei Geschosse, Stallteil massiv (verputzt), straßenseitig Blockbau mit Umgebinde, Satteldach. | 09237324 |
| Direkt Bild zu diesem Denkmal hochladen | Feldscheune                                                                        | Obere Dorfstraße 33a (Karte) | Ende 19. Jahrhundert                                                | Ehemals zur Simonmühle (Obere Dorfstraße 30) gehöriger, verbretterter Fachwerkbau in markanter, ortsbildprägender Lage am Hang, ortshistorische Bedeutung. Seitliche Toreinfahrt (Mansarddach), Schieferdeckung, auf Bruchstein. | 09237325 |
|                                         | Vierseithof mit Wohnstallhaus, Seitengebäude und zwei Scheunen                     | Obere Dorfstraße 39 (Karte)  | Mitte 19. Jahrhundert                                               | Geschlossen erhaltenes Hofensemble mit ortstypischen Merkmalen, bauhistorische und volkskundliche Bedeutung. - Wohnstallhaus: schlichter Putzbau mit zwei Geschossen, Krüppelwalmdach, Erdgeschoss vermutlich Blockstube und Umgebinde, Obergeschoss vermutlich Fachwerk, verputzt - Scheunen verbrettert, ein- bis zweigeschossig, Satteldach, teilweise Blockbauweise | 09237287 |
| Direkt Bild zu diesem Denkmal hochladen | Mietvilla                                                                          | Obere Dorfstraße 40 (Karte)  | Um 1905                                                             | Gründerzeitlicher Bau mit Klinkerfassade in ortsbildprägender Lage, unveränderte Kubatur, ortshistorische Bedeutung. Zwei Geschosse, rote Klinkerfassade mit hellroter Gliederung, im Obergeschoss aufwendige Fensterrahmung mit gerader Verdachung, typische Dachform, hofseitig Giebel. | 09237284 |
| Direkt Bild zu diesem Denkmal hochladen | Wohnstallhaus (Umgebinde) eines Bauernhofes                                        | Obere Dorfstraße 43 (Karte)  | Mitte 19. Jahrhundert                                               | In Kubatur unverändert erhalten mit reichen Merkmalen ortstypischer Bauweise (Umgebindekonstruktion, verbretterte Blockstube, Fachwerk-Obergeschoss verbrettert), ortsbildprägende und volkskundliche Bedeutung, baugeschichtlicher Zeugniswert. Zwei Geschosse, Sockel massiv, Umgebinde und Giebel verbrettert, hofseitig Windfang. | 09237296 |

## Zaulsdorf
| Bild                                    | Bezeichnung                                                       | Lage                           | Datierung                                                     | Beschreibung | ID       |
| --------------------------------------- | ----------------------------------------------------------------- | ------------------------------ | ------------------------------------------------------------- | --- | -------- |
| Direkt Bild zu diesem Denkmal hochladen | Kreuzstein und Wegestein                                          |                                | 15./16. Jahrhundert (Sühnekreuz); 19. Jahrhundert (Wegestein) | Ortsgeschichtlich und verkehrsgeschichtlich von Bedeutung | 09237088 |
| Direkt Bild zu diesem Denkmal hochladen | Kriegerdenkmal für die Gefallenen des Ersten Weltkrieges          | Kirchberg 6 (neben) (Karte)    | Nach 1918                                                     | Stein mit Inschrift, ortsgeschichtlich von Bedeutung | 09237218 |
| Direkt Bild zu diesem Denkmal hochladen | Wohnstallhaus (Umgebinde) eines Bauernhofes (sogenanntes Ernhaus) | Tirpersdorfer Straße 1 (Karte) | 19. Jahrhundert                                               | Bemerkenswertes Gebäude in regionaltypischer Bauform (Umgebinde, verputzte Blockstube, Fachwerk-Obergeschoss), ortsbildprägender Bau mit hohem Zeugniswert, baugeschichtlich von Bedeutung | 09237217 |

## Tabellenlegende
- Bild: Bild des Kulturdenkmals, ggf. zusätzlich mit einem Link zu weiteren Fotos des Kulturdenkmals im Medienarchiv Wikimedia Commons. Wenn man auf das Kamerasymbol klickt, können Fotos zu Kulturdenkmalen aus dieser Liste hochgeladen werden:
- Bezeichnung: Denkmalgeschützte Objekte und ggf. Bauwerksname des Kulturdenkmals
- Lage: Straßenname und Hausnummer oder Flurstücknummer des Kulturdenkmals. Die Grundsortierung der Liste erfolgt nach dieser Adresse. Der Link (Karte) führt zu verschiedenen Kartendiensten mit der Position des Kulturdenkmals. Fehlt dieser Link, wurden die Koordinaten noch nicht eingetragen. Sind diese bekannt, können sie über ein Tool mit einer Kartenansicht einfach nachgetragen werden. In dieser Kartenansicht sind Kulturdenkmale ohne Koordinaten mit einem roten bzw. orangen Marker dargestellt und können durch Verschieben auf die richtige Position in der Karte mit Koordinaten versehen werden. Kulturdenkmale ohne Bild sind an einem blauen bzw. roten Marker erkennbar.
- Datierung: Baubeginn, Fertigstellung, Datum der Erstnennung oder grobe zeitliche Einordnung entsprechend des Eintrags in der sächsischen Denkmaldatenbank
- Beschreibung: Kurzcharakteristik des Kulturdenkmals entsprechend des Eintrags in der sächsischen Denkmaldatenbank, ggf. ergänzt durch die dort nur selten veröffentlichten Erfassungstexte oder zusätzliche Informationen
- ID: Vom Landesamt für Denkmalpflege Sachsen vergebene, das Kulturdenkmal eindeutig identifizierende Objekt-Nummer. Der Link führt zum PDF-Denkmaldokument des Landesamtes für Denkmalpflege Sachsen. Bei ehemaligen Kulturdenkmalen können die Objektnummern unbekannt sein und deshalb fehlen bzw. die Links von aus der Datenbank entfernten Objektnummern ins Leere führen. Ein ggf. vorhandenes Icon  führt zu den Angaben des Kulturdenkmals bei Wikidata.